# Josef Hejmala
Josef Hejmala (* 23. září 1932) je bývalý český silniční motocyklový závodník.

## Závodní kariéra
V místrovství Československa startoval v letech 1955-1970. V celkové klasifikaci skončil dvakrát na druhém místě - ve třídě do 350 cm³ v roce 1961 a ve třídě do 125 cm³ v roce 1968. V roce 1968 skončil při závodě 300 zatáček Gustava Havla v mezinárodním závodě ve třídě do 125 cm³ na 3. místě.

## Úspěchy
- Mistrovství Československa silničních motocyklů
  - 1955 do 175 cm³ - 9. místo
  - 1958 do 175 cm³ - 11. místo
  - 1959 do 350 cm³ - 7. místo
  - 1960 do 125 cm³ -
  - 1960 do 350 cm³ -
  - 1961 do 125 cm³ - 6. místo
  - 1961 do 350 cm³ - 2. místo
  - 1962 do 125 cm³ - 4. místo
  - 1962 do 350 cm³ - 6. místo
  - 1963 do 125 cm³ - 5. místo
  - 1963 do 350 cm³ - 9. místo
  - 1964 do 125 cm³ - 5. místo
  - 1964 do 350 cm³ - 9. místo
  - 1965 do 125 cm³ - 4. místo
  - 1965 do 350 cm³ - 14. místo
  - 1966 do 125 cm³ - 4. místo
  - 1967 do 125 cm³ - 5. místo
  - 1967 do 250 cm³ - 13. místo
  - 1968 do 125 cm³ - 2. místo
  - 1968 do 250 cm³ - 10. místo
  - 1969 do 125 cm³ - 4. místo
  - 1969 do 250 cm³ - 21. místo
  - 1970 do 125 cm³ - 24. místo

- 300 ZGH
  - 1968 3. místo do 125 cm³ - mezinárodní závod